# Sölden, Baden-Württemberg
Sölden är en kommun och ort i Landkreis Breisgau-Hochschwarzwald i regionen Südlicher Oberrhein i Regierungsbezirk Freiburg i förbundslandet Baden-Württemberg i Tyskland.
Kommunen ingår i kommunalförbundet Hexental tillsammans med kommunerna Au, Horben, Merzhausen och Wittnau.